# Ferran Martínez Castellano
|  | Aquest article tracta sobre el polític valencià. Si cerqueu el jugador de bàsquet català, vegeu «Ferran Martínez i Garriga». |

Ferran Martínez Castellano   (València, 29 de maig de 1942 - 20 de maig de 2024) va ser un polític valencià. Durant la transició democràtica va treballar a l'empresa Marcol i fou tresorer de la secció valenciana del PSOE.
Quan se celebraren les eleccions municipals espanyoles de 1979, les primeres celebrades després de la dictadura franquista, fou escollit alcalde de València pel seu partit. Vencedor de les eleccions, alhora participà en el XXVIII Congrés del PSOE, on fou un dels ponents que defensaren el manteniment del marxisme en l'ideari del partit, contràriament al que defensava Felipe González; alhora, també fou un dels membres de la direcció valenciana que s'oposaren a la integració del PSPV en el PSOE, i que finalment va perdre.
Això li va provocar l'enfrontament amb la direcció del partit. El setembre fou expulsat del PSOE i obligat a dimitir com a alcalde sota l'acusació d'un desfasament en el pressupost dels comptes del PSOE valencià, essent substituït per Ricard Pérez Casado. Va recórrer aquesta decisió al Tribunal Constitucional, qui li va donar la raó i obligà a retornar-li el càrrec, encara que no el va tornar a ocupar. Amb aquesta sentència el Tribunal va establir la doctrina sobre la condició d'elegits a les diferents llistes dels partits.